# Sweden Hockey Games 2005
Die Sweden Hockey Games 2005 fanden vom 10. bis 13. Februar im Ericsson Globe in Stockholm statt, ein Spiel des Turniers in wurde in Tampere ausgetragen. Turniersieger wurde die schwedische Nationalmannschaft.

## Spiele
| 10. Februar 2005 18:30 Uhr | Finnland Timo Pärssinen (1:31) Pasi Puistola (10:49) Timo Pärssinen (27:43) | 3:4 n. V. (2:1, 1:2, 0:0, 0:1) | Russland Alexei Kowaljow (9:07) Fjodor Fjodorow (25:54) Wladimir Antipow (28:44) Alexei Kaigorodow (61:25) | Tampereen Jäähalli, Tampere Zuschauer: 07.482 |

| 10. Februar 2005 19:00 Uhr | Schweden Andreas Johansson (5:39) Andreas Johansson (31:15) Mattias Weinhandl (PS) | 3:2 n. P. (1:1, 1:1, 0:0, 0:0, 1:0) | Tschechien Václav Prospal (16:05) Jan Hlaváč (35:16) | Globen, Stockholm Zuschauer: 10.257 |

| 11. Februar 2005 12:00 Uhr | Finnland Timo Pärssinen (50:29) Toni Söderholm (53:10) | 2:3 n. V. (0:1, 0:0, 2:1, 0:1) | Tschechien Josef Vašíček (14:01) David Výborný (19:25) Jaroslav Bednář (62:04) | Globen, Stockholm Zuschauer: 11.107 |

| 11. Februar 2005 15:30 Uhr | Russland Dmitri Afanassenkow (2:03) Alexander Frolow (11:23) | 2:3 (2:1, 0:0, 0:2) | Schweden Magnus Kahnberg (15:29) Mikael Samuelsson (46:02) Jonathan Hedström (56:25) | Globen, Stockholm Zuschauer: 13.362 |

| 13. Februar 2005 12:00 Uhr | Tschechien Marek Židlický (17:03) Jan Hlaváč (37:45) Jan Bulis (41:01) Jan Hlaváč (54:05) | 4:3 (1:0, 1:0, 2:3) | Russland Dmitri Afanassenkow (41:58) Alexander Rjasanzew (56:02) Denis Denissow (59:58) | Globen, Stockholm Zuschauer: 02.317 |

| 13. Februar 2005 15:30 Uhr | Schweden Dick Tärnström (20:52) Nils Ekman (28:16) Henrik Zetterberg (36:17) Jonathan Hedström (53:11) Mattias Weinhandl (59:08) | 5:1 (0:0, 3:0, 2:1) | Finnland Marko Jantunen (45:03) | Globen, Stockholm Zuschauer: 13.320 |

## Abschlusstabelle
| Pl. |            | Sp | S | OTS | OTN | N | Tore | Punkte |
| 1.  | Schweden   | 3  | 2 | 1   | 0   | 0 | 11:5 | 8      |
| 2.  | Tschechien | 3  | 1 | 1   | 1   | 0 | 9:8  | 6      |
| 3.  | Russland   | 3  | 0 | 1   | 0   | 2 | 9:10 | 2      |
| 4.  | Finnland   | 3  | 0 | 0   | 2   | 1 | 6:12 | 2      |

Abkürzungen: Pl. = Platz, Sp = Spiele, S = Siege, OTS = Siege nach Verlängerung (Overtime), OTN = Niederlagen nach Verlängerung, N = Niederlagen

## Statistik

### Beste Scorer
Abkürzungen:  Sp = Spiele, T = Tore, V = Assists, Pkt = Punkte, +/- = Plus/Minus; Fett:  Turnierbestwert
| Spieler             | Team       | Sp | T | V | Pkt | +/- |
| ------------------- | ---------- | -- | - | - | --- | --- |
| Henrik Zetterberg   | Schweden   | 3  | 1 | 4 | 5   | +3  |
| Václav Prospal      | Tschechien | 3  | 1 | 3 | 4   | −1  |
| Jan Hlaváč          | Tschechien | 3  | 3 | 0 | 3   | +3  |
| Timo Pärssinen      | Finnland   | 3  | 3 | 0 | 3   | +3  |
| Jonathan Hedström   | Schweden   | 3  | 2 | 1 | 3   | +1  |
| David Výborný       | Tschechien | 3  | 1 | 2 | 3   | +2  |
| Magnus Kahnberg     | Schweden   | 3  | 1 | 2 | 3   | 0   |
| Radek Dvořák        | Tschechien | 3  | 0 | 3 | 3   | 0   |
| Dmitri Afanassenkow | Russland   | 3  | 2 | 0 | 2   | 0   |
| Andreas Johansson   | Schweden   | 3  | 2 | 0 | 2   | +2  |

### Beste Torhüter
Abkürzungen: Sp = Spiele, Min = Eiszeit (in Minuten), SaT = Schüsse aufs Tor, GT = Gegentore, SVS = Gehaltene Schüsse, Sv% = gehaltene Schüsse (in %), GTS = Gegentorschnitt, SO = Shutouts; Fett: Turnierbestwert
| Spieler          | Team       | Sp | Min    | SaT | GT | GTS  | SVS | Sv%   | SO |
| ---------------- | ---------- | -- | ------ | --- | -- | ---- | --- | ----- | -- |
| Henrik Lundqvist | Schweden   | 3  | 185:00 | 83  | 5  | 1,62 | 78  | 93,98 | 0  |
| Milan Hnilička   | Tschechien | 2  | 125:01 | 59  | 6  | 2,88 | 53  | 89,83 | 0  |
| Maxim Sokolow    | Russland   | 2  | 120:50 | 51  | 6  | 2,98 | 45  | 88,24 | 0  |
| Pasi Nurminen    | Finnland   | 2  | 121:25 | 69  | 9  | 4,45 | 60  | 86,96 | 0  |
| Alexei Jegorow   | Russland   | 1  | 60:00  | 33  | 4  | 4,00 | 29  | 87,88 | 0  |
| Mika Noronen     | Finnland   | 1  | 62:04  | 50  | 3  | 2,90 | 47  | 94,00 | 0  |
| Adam Svoboda     | Tschechien | 1  | 61:28  | 29  | 2  | 1,95 | 27  | 93,10 | 0  |

## Auszeichnungen
- Bester Torhüter:  Henrik Lundqvist
- Bester Verteidiger:  Marek Židlický
- Bester Stürmer:  Henrik Zetterberg

All Star Team
durch Wahl der Medienvertreter
| Torwart      | Henrik Lundqvist                                      |
| Verteidigung | Marek Židlický – Thomas Rhodin                        |
| Sturm        | Timo Pärssinen – Henrik Zetterberg – Ilja Kowaltschuk |